# Margaret Cavendish
Pour les articles homonymes, voir Margaret Cavendish (homonymie).
Margaret Cavendish, duchesse de Newcastle upon Tyne (1623 – 15 décembre 1673) est une aristocrate anglaise, écrivaine, philosophe et scientifique. Elle est connue principalement pour son roman Le Monde glorieux. Elle défend son droit à écrire et à publier ses poèmes et ses idées philosophiques et scientifiques en tant que femme.

## Biographie
Née Margaret Lucas en 1623, elle est la plus jeune sœur des royalistes Thomas Lucas (en), Sir John Lucas (en) et Charles Lucas. Elle devient une suivante de la reine Henriette de France et voyage avec elle lors de son exil en France, vivant pour un temps à la cour du jeune roi Louis XIV. Elle devient la deuxième femme de William Cavendish, 1er duc de Newcastle upon Tyne, en 1645, alors qu'il est encore marquis.
Margaret Cavendish est la première femme admise à assister à une réunion de la Royal Society, et elle reçoit dans son salon les philosophes René Descartes, Thomas Hobbes et Pierre Gassendi.
Son roman Le Monde glorieux paru en 1666 est une des premières œuvres de science-fiction. Elle prend la défense des droits des femmes contre les rôles de genres stéréotypés. Elle est l'autrice d'une autobiographie intitulée Relation véridique de ma naissance, de mon éducation et de ma vie. Cavendish est la première dans les lettres anglaises à se qualifier d'« authoress », un quasi-néologisme précédemment attesté chez William Caxton au XVe siècle, qui l'emploie à propos de la poétesse Christine de Pizan.
Elle meurt le 15 décembre 1673 à 50 ans, « sans doute affaiblie par le régime ascétique qu'elle s'est imposé », composé de jeûnes et de saignées.

## Philosophie
En 1648, lors de son exil avec son mari William Cavendish, Margaret tient un salon à Paris et rencontre Thomas Hobbes, Pierre Gassendi, René Descartes, Gilles Personne de Roberval, Marin Mersenne, John Pell, William Petty et Kenelm Digby. Elle se rallie aux idées atomistes et « contribue au renouveau de l'épicurisme en Angleterre », selon Constance Lacroix. Elle abandonne ensuite l'atomisme, estimant qu'il ne saurait que « donner naissance à un monde livré au désordre ».
À partir de 1655, Margaret Cavendish soutient une forme de matérialisme panpsychique ou vitaliste, selon la traductrice de son autobiographie, Constance Lacroix. Cela signifie que pour Cavendish, il n'y a que de la matière dans l'univers et aucunement d'entités immatérielles, ou alors elles sont inconnaissables. Mais la matière se divise hiérarchiquement en trois niveaux : la matière « rationnelle » la plus noble, à l'origine de la pensée, qui est animée tout comme la matière « sensitive » inférieure, enfin le plus bas niveau est la matière « inerte », consciente mais non intelligente.
Sa philosophie de l'esprit est proche de celle de Thomas Hobbes : Margaret Cavendish localise l'esprit dans le cerveau et pense qu'il est constitué de « matière rationnelle », c'est-à-dire d'une matière ontologiquement supérieure à la matière sensible, mais qui n'est pas pour autant incorporelle.

## Œuvres
- (en) Poems and Fancies, 1653.

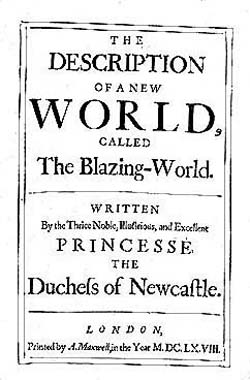
L'ouvrage The Blazing World, de Margaret Cavendish.

- (en) Philosophical and Physical Opinions, 1655.
- (en) The World's Olio, 1655.
- (en) Natures Pictures Drawn by Fancys Pencils to the Life, 1656.
- (en) The True Relation of my Birth, Breeding, and Life, 1656.
- (en) Plays, 1662.
- (en) CCXI Sociable Letters, 1664.
- (en) Observations upon Experimental Philosophy (1666), Cambridge University Press, 2001.
- (en) The Description of a New World, Called the Blazing World, 1666.
- (en) The Life of the Thrice Noble William Cavendishe, Duke, Marquis, and Earl of Newcastle, 1668.
- (en) Grounds of Natural Philosophy, 1668.
- (en) Plays, Never Before Printed, 1668.
- (en) Political Writings, Cambridge University Press, 2003.

## Traductions françaises
- Margaret Cavendish (trad. Line Cottegnies), Le Monde glorieux [« The Description of a New World, Called the Blazing World »], Paris, José Corti, coll. « Merveilleux », 1999 (1re éd. 1666), 299 p. (ISBN 978-2-7143-0685-2).
- Margaret Cavendish (trad. de l'anglais par Constance Lacroix, préf. Line Cottegnies), Relation véridique de ma naissance, de mon éducation et de ma vie [« The True Relation of my Birth, Breeding, and Life »], Paris, Éditions rue d'Ulm, coll. « Versions françaises », 2014 (1re éd. 1656), 140 p. (ISBN 978-2-7288-0513-6).

#### En français
- Pierre Caspard, « Margaret Cavendish, Relation véridique de ma naissance, de mon éducation et de ma vie, préface de Line Cottegnies », Clio. Femmes, Genre, Histoire, no 41,‎ 10 juin 2015, p. 332 (ISSN 1252-7017, lire en ligne, consulté le 25 août 2017).
- Line Cottegnies, « Préface : Les Confessions de Margaret Cavendish », dans Margaret Cavendish, Relation véridique de ma naissance, de mon éducation et de ma vie, Paris, Éditions rue d'Ulm, 2014 (ISBN 9782728805136).
- Constance Lacroix, « « Vivre dans le souvenir de la postérité ». Margaret Cavendish ou le refus de l'effacement », dans Margaret Cavendish, Relation véridique de ma naissance, de mon éducation et de ma vie, Paris, Éditions rue d'Ulm, 2014 (ISBN 9782728805136).
- Sandrine Parageau, « La satire des sciences dans Observations upon Experimental Philosophy et The Blazing World (1666) de Margaret Cavendish », Études Épistémè, no 10,‎ 2006 (lire en ligne, consulté le 23 juillet 2017).

#### En anglais
- (en) Anna Battigelli, Margaret Cavendish and the Exiles of the Mind, The University Press of Kentucky, 1998.
- (en) Alexandra G. Bennett (éd.), Bell in Campo and the Sociable Companions, Peterborough, ON: Broadview Press, 2002.
- (en) David Cunning, Margaret Lucas Cavendish, The Stanford Encyclopedia of Philosophy, 2009 [2017].
- (en) Sylvia Bowerbank et Sara Mendelson (éd.), Paper Bodies: A Margaret Cavendish Reader, Peterborough, ON: Broadview Press, 2000  (ISBN 978-1-55111-173-5).
- (en) James Fitzmaurice (éd.), Sociable Letters, Peterborough, ON: Broadview Press, 2004.
- (en) Kate Lilley (éd.), The Description of a New World Called the Blazing World and Other Writings, London: William Pickering, 1992.
- (en) Eileen O'Neill (éd.), Observations upon Experimental Philosophy, New York: Cambridge UP, 2001.
- (en) Lisa Sarasohn, The Natural Philosophy of Margaret Cavendish : Reason and Fancy during the Scientific Revolution, Baltimore, Johns Hopkins University Press, 2010.